# Centinela (banda)
Centinela es una banda de heavy metal española surgida en la ciudad de Albacete en 1999. Hasta la fecha han editado una maqueta, un DVD en directo, 6 álbumes de estudio, un álbum de versiones y un EP acústico.

## Historia
La banda surge en Albacete en 1999 influida por el heavy metal clásico cuando sus componentes forman el grupo tras haber participado en otros proyectos. Su primera maqueta, Emisario de fe, fue distribuida por toda España por la cadena de tiendas especializadas en música Tipo. Su primer trabajo discográfico, Sangre Eterna, fue distribuido por la discográfica GoiMusic en 2002. En enero de 2003 participan en un disco homenaje a la banda española Panzer, grabando el tema Toca madera.
La gira de su siguiente álbum, La Nueva Ira (2004) les lleva a participar en festivales como Viña Rock o Piorno Rock. Durante esta gira ingresa en la formación un segundo guitarrista, Lorenzo Bascuñana, con lo que el grupo se convierte en quinteto.
Para su tercer álbum de estudio, Pánico, cuentan con la colaboración de Lars Ratz, bajista de Metalium, quien se encargó de producir la voz y los coros de este trabajo. Este álbum fue editado en abril de 2006. Ese mismo año firman un contrato con la discográfica Avispa aunque finalmente, no llegan a un acuerdo para editar el que será su cuarto álbum de estudio. Tras este acontecimiento, el grupo decide lanzar ese próximo trabajo de forma autoeditada.
En 2007, los dos guitarristas Lorenzo Bascuñana y Juan Miguel Mondéjar abandonan el grupo tras una serie de problemas internos. En un comunicado oficial, la banda asegura que continúa adelante con la mezcla y masterización de su futuro cuarto álbum.
En el verano de 2010 asistieron al gran festival Granito Rock que se celebra en Collado Villalba (Madrid) donde obtuvieron un gran éxito. Y luego estuvieron en Villena (provincia de Alicante), en otro gran festival nacional, Leyendas del Rock.

## Miembros

### Miembros actuales
- José Cano: voz.
- Javier Simarro Javi: bajo eléctrico.
- Miguel A. Moreno Michel: batería.
- Fernando Moya: guitarra.[1]

### Miembros pasados
- Juan Parreño: guitarra (desde 2007 hasta 2011).
- Juan Miguel Mondéjar: guitarra (hasta 2007).
- Lorenzo Bascuñana: guitarra (desde 2004 hasta 2007).
- Francisco Javier Hernández: guitarra (hasta 2001).

## Discografía
- Emisario de fe (maqueta, 2000).
- Sangre Eterna (2002).
- La Nueva Ira (2004).
- Pánico (2006).
- Panic And Fear (2007).
- Claustrofobia (2008).
- Espinas del Alma (EP acústico, 2009).
- Pánico en directo (DVD, 2009).
- Teoría de la Fidelidad (2009).
- Pura Satisfacción (2012).
- Regresiones (2013).
- El Lamento del Diablo (2015).